# Єврейська школа (Меджибіж)
Єврейська школа — будівля колишньої 7-річної школи з навчанням на їдиш у смт Меджибіж Хмельницької обл.  Офіційного статусу пам'ятки не має. 

## Історія
У 1922 році на кошти, які було зібрано серед місцевих євреїв, на фундаменті колишньої єврейської лікарні побудували двоповерхову будівлю загальноосвітньої школи з викладанням усіх предметів на їдиш. Спочатку в ній було 4 класи, а з 1925 року школу зробили 7-річною. При школі були оркестр, хор і драматична студія, якою керував вчитель літератури Яблочник. Закрили єврейську школу найпевніше у 1938 році, одночасно з закриттям інших єврейських, польських і інших шкіл. Тоді мову навчання у школі змінили на російську, у місцевих мешканців її відтоді називали "руською школою".
На початку 2000-х років через зменшення чисельності учнів, яке спричинилося тривалим значним зменшенням числа мешканців містечка, шкільні класи перевели до іншої шкільної будівлі. Згодом спорожнілу шкільну будівлю було продано у приватну власність та перепрофільовано у готель для паломників-хасидів, які приїздять до Меджибожа на могилу засновника хасидизму Баал Шем Това та інших цадиків.

## Галерея

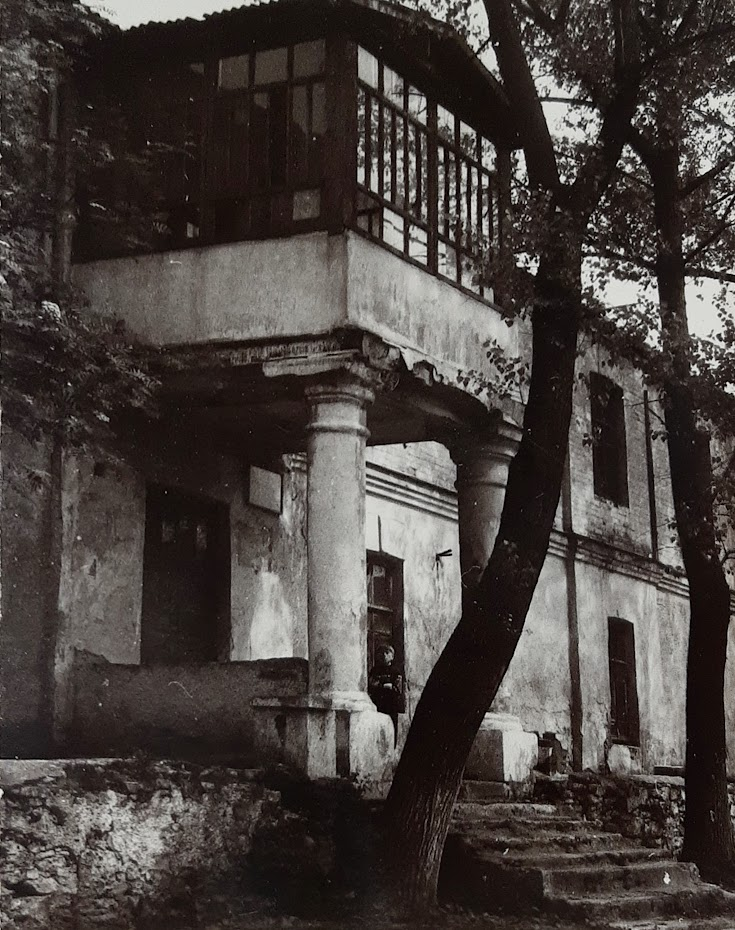
Загальноосвітня (колишня єврейська) школа в Меджибожі, фото 1980-х років
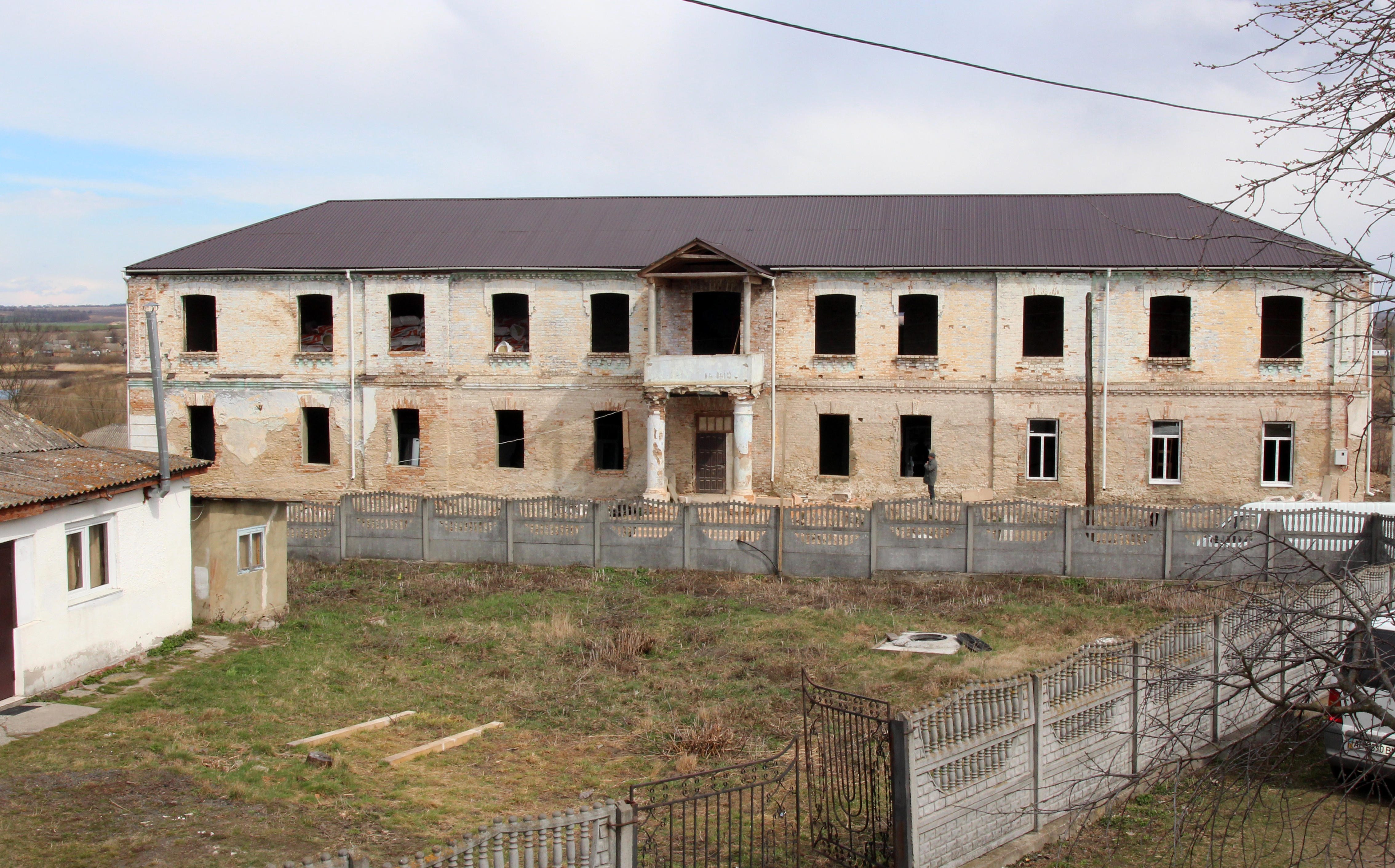
Перебудова колишньої єврейської (згодом "руської") школи під готель
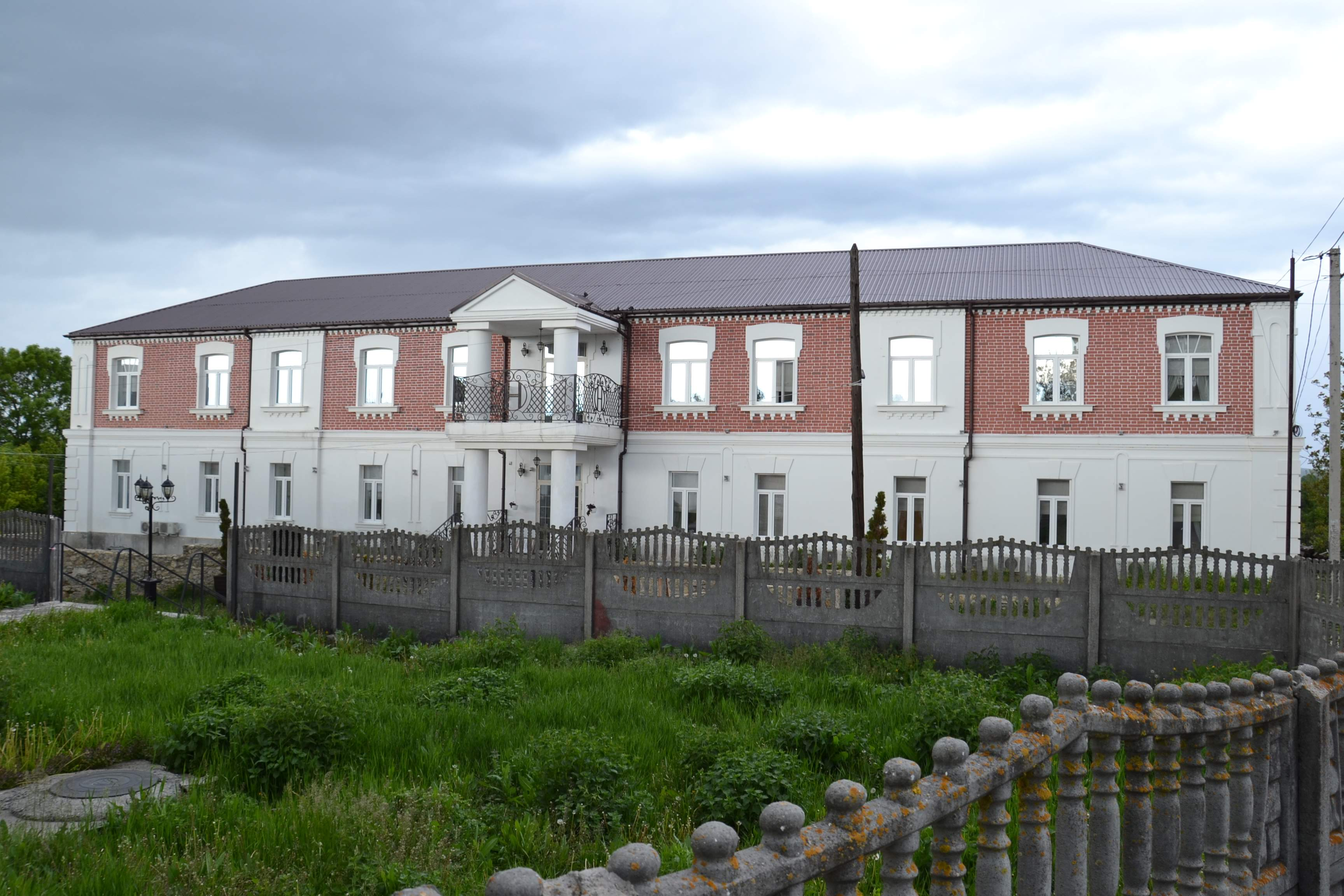
Колишня єврейська (згодом "руська") школа в Меджибожі, сучасний вигляд
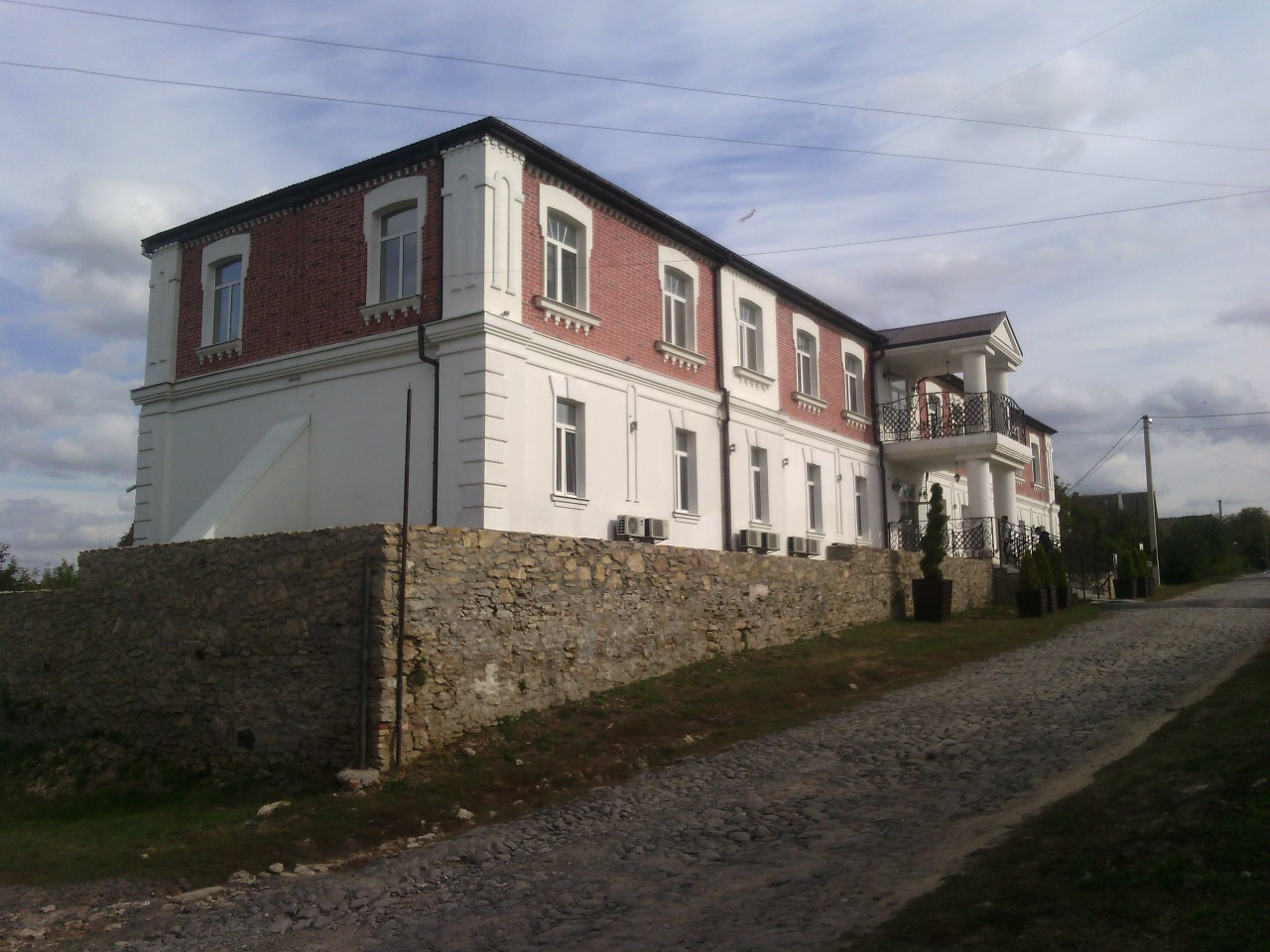
Колишня єврейська (згодом "руська") школа в Меджибожі, сучасний вигляд